# Inon Zur
Inon Zur (ur. 4 lipca 1965 w Izraelu) – amerykańsko-żydowski kompozytor muzyki do filmów, programów telewizyjnych i gier komputerowych.
Ukończył Muzyczną Akademię w Tel Awiwie; studiował muzykę w Dick Grove School i na Uniwersytecie Kaliforniijskim w Los Angeles.
Skomponował muzykę m.in. do gier:
- Lineage II
- Icewind Dale II
- Baldur's Gate II: Tron Bhaala
- Fallout 3
- Fallout: New Vegas
- Dragon Age: Początek
- Dragon Age II
- Prince of Persia (2008)
- Syberia
- Syberia II
- Syberia 3
- Lionheart
- Fallout 4
- Crysis
- Blacksad
- Starfield